# Yassine El Maachi
Yassine El Maachi est un ancien boxeur professionnel marocain né le 19 septembre 1979 à Rabat.

## Débuts
Yassine est le huitième et dernier d’une fratrie de boxeurs et kick-boxeurs, tous ayant fait carrière dans le circuit amateur.
Il découvre la boxe à l’âge de 6 ans grâce à son frère ainé qui l’emmenait avec lui pour assister à ses entrainements au club du FUS de Rabat.
Yassine débute peu de temps après au même club et entame sa carrière amateur à l’âge de 11 ans.
Il est champion du Maroc junior en boxe en 1997, champion du Maroc senior en Full-Contact en 1998, puis champion du Maroc senior en boxe en 1999.
Yassine El Maachi devait participer aux Jeux olympiques d'été de 2000 à Sydney mais les dirigeants de la Fédération Royale Marocaine de Boxe l’écartent à cause d’un différend avec son club, le Fath Union Sport de Rabat. 

## Carrière professionnelle
Yassine met un terme à sa carrière amateur aux Pays-Bas après un parcours sans faute (31-0-0) et fait ses débuts professionnels à La Haye en 2001. Sans coach, manager ni promoteur, il est contraint de s’arrêter en 2003 et reprend fin 2007 en Angleterre. Après sa rencontre avec son entraineur Don Charles en 2008, il enchaine une série de 10 victoires et remporte l'International Master Title en 2010 face à Bertrand Aloa, puis Jimmy Colas. En 2011, il remporte le Prizefighter après sa victoire en demi-finale contre Colin Lynes puis Junior Witter en finale.

## Blessure
Quelques mois après sa victoire, il est atteint d’une maladie rare et subit 7 opérations entre septembre 2011 et mars 2013. 
Il reprend ses entrainements fin mai 2013 après autorisation des médecins.

## Palmarès
- 1997: Champion du Maroc en boxe amateur
- 1998: Champion du Maroc en full contact
- 1999: Champion du Maroc en boxe amateur
- 2000: Champion des Pays-Bas en boxe amateur
- 2010: International Master Champion (poids super-welters)
- 2011: Prizefighter Champion (poids welters)

## Sources

### Vidéos de combats
- – Yassine El Maachi vs Drew Campbell
- – Yassine El Maachi vs Alex Spitko
- – Yassine El Maachi vs Junior Witter 1/2
- – Yassine El Maachi vs Junior Witter 2/2